# Eryngium caucasicum
Eryngium caucasicum là một loài thực vật có hoa trong họ Hoa tán. Loài này được Trautv. mô tả khoa học đầu tiên năm 1871.